# Acantharctia mundata
Acantharctia mundata là một loài bướm đêm thuộc phân họ Arctiinae, họ Erebidae.